# Moras historia
Mora har en lång och händelserik historia som spelat stor roll för båda Dalarnas och Sveriges utveckling. Det finns spår av mänsklig aktivitet vid Siljanstrakten redan från 4000 f.Kr.

## Vendeltiden
I trakten runt om Mora har man hittat belägg att orten var bebyggd redan vid vendeltiden. Bebyggelsens läge vid Österdalälvens mynning vid Siljan anses ha spelat en viktig roll för handel och transport av varor.

## Vikingatiden
Marken kring Mora är mycket järnrik, och gravar från omkring år 1000 vittnar om en rik kulturbygd. Bygdens ekonomi grundades på myrjärnshantering, pälsjakt och fiske. Flera gravfynd från vikingatiden har hittats i Kråkberg och på Sollerön.

## Mora socken
Då inte mycket har nedtecknats om Moras historia före 1500-talet är det svårt att veta exakt när Mora blev en egen socken. Mora omnämns för första gången 1325, men troligtvis organiserades Mora socken redan under 1200-talet – äldsta delarna av Mora kyrka härrör från denna tid. Dokument visar att såväl Mora som de närliggande byarna Sollerön som Färnäs troligen bildades under andra hälften av 1200-talet.

## Digerdöden
Digerdöden drabbade Mora hårt under 1300-talet. En sägen säger att endast två män överlevde på Sollerön: Bengt och Harald. Dessa har sedermera gett namn åt två av bebyggelserna på ön: Bengtsarvet och Häradsarvet. Under 1400-talet repade sig dock Mora från sjukdomens framfart, och efter flera goda skördar under andra hälften av seklet blomstrade Moras ekonomi åter, och under 1500-talet blev jordbruk och boskap de viktigaste näringarna för orten.

## Gustav Vasa
Se artikel Gustav Vasas öden och äventyr i Dalarna.

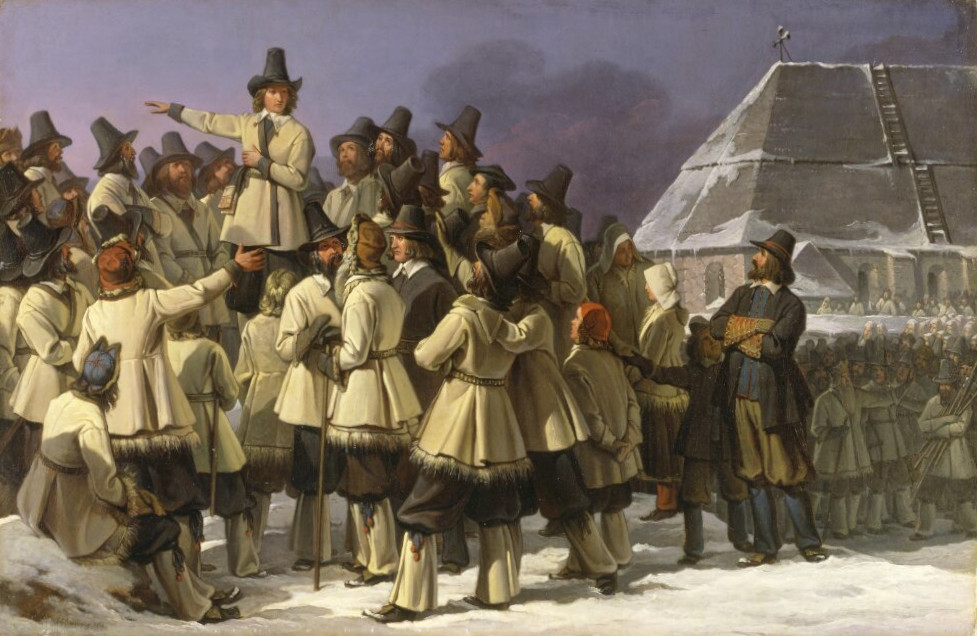
Talet till dalkarlarna vid Mora kyrka, fresk i Uppsala domkyrka av Johan Gustaf Sandberg

År 1520 kom Gustav Vasa till Mora flyende ifrån de danska knektarna. Han ska ha hållit ett tal utanför Mora kyrka där han manat Morakarlarna till att resa sig mot den danske kungen. De tvekade dock att ge Gustav Vasa sitt fulla stöd, och den blivande kungen fortsatte sin flykt mot Norge. I Mora ändrade man emellertid uppfattning och två skidlöpare sändes ut. Dessa hann upp Gustav Vasa i Sälen och han återvände till Mora där upproret, som skulle störta Kristian II som regent över Sverige, startade.
För att klara Sveriges skulder och utöka statskassan bestämde Gustav Vasa att kyrkklockor från hela landet skulle samlas in och stöpas om till mynt. Då detta föga gillades av moraborna sägs flera klockor från kringliggande socknar ha tagits ner och gömts i myrar. Gömställena ska senare ha glömts bort och vissa tror fortfarande att dessa klockor ska kunna gå att finna i traktens myrar.

## Häxprocesser
Häxprocesserna under 1600-talet utgör en mörk period i Moras historia. Under den tiden nådde de stora häxjakterna trakterna runt Mora. Under Häxprocessen i Mora vid vintertinget i december 1668 rannsakades 60 vuxna och ett stort antal barn. Av dessa avrättades två män och 21 kvinnor. De blev först halshuggna och sedan brända på bål. Barnen dömdes till gatlopp och aga med ris. Skepticismen började vid den tiden bli stor mot processerna, och vittnesmål gillades allt mer sällan av häradsrätten, och på sommaren 1671 skickade Älvdalen, Rättvik, Leksand och Mora en gemensam skrivelse till regeringen i Stockholm om att få slippa dessa processer, vilket gillades. Dödsstraffet för häxeri togs ändå inte bort från svensk lag förrän 1779.

## Industrialiseringen
Under 1700-talet drabbades Mora av flera svåra missväxtår, och de så kallade herreregeringarna i Dalarna försvårade dalkarlarnas försörjningsmöjligheter, vilket leder till upproret stora daldansen. Tusentals människor lämnade sina hemtrakter för att söka sig mot bland annat Stockholm och södra Sverige. De flesta av dessa utvandrare skulle komma tillbaka, dels med pengar och dels med ny kunskap. Med den nya kunskapen kunde jordbruket effektiviseras, och man tog även med sig kunskap om hantverksprocesser, bland annat hur man tillverkar klockor. I slutet av 1700-talets startades en produktion av de berömda moraklockorna i byn Östnor utanför Mora. Produktionen skulle snabbt växa och under 1800-talet tillverkades uppemot 50 000 moraklockor. 
När efterfrågan av klockor minskade på 1860-talet, började man istället att ställa om produktionen till symaskiner. Efterhand konkurrerades symaskinerna från Mora ut av billigare maskiner från andra länder. Då fick produktion av andra metallprodukter ta över. FM Matsson började med att gjuta söljor, pinglor och selbeslag, och blev med tiden känt för sina vattenkranar. I slutet av 1800-talet började Frost sin produktion av moraknivar i Östnor. I slutet av 1800-talet uppluckrades även städernas handelsprivilegier vilket gynnade handeln i Mora. Tre nya järnvägslinjer förband också Mora med Vänern i söder, Orsa (och sedermera inlandsbanan) i norr samt Borlänge, Falun och Gävle i öster.
- Texten kommer ursprungligen från denna version av artikeln Mora.